# 愛心獎
愛心獎是一個由港澳臺慈善基金會創會主席林添茂創設的一個旨在選拔無私奉獻的愛心楷模，以鼓勵善行及匡正社會風氣的獎項。該獎項創設于2006年，2010年第五届愛心獎首次推廣至香港、澳門以外的臺灣，並于2015年第10届起擴展至中國大陸。
2019年第十四届愛心獎每位獲獎人所得獎金提高至14萬美元，共遴選出六10位獲獎者，獎金將全數用于公益事業。

## 獎項宗旨
該獎項的宗旨爲傳揚愛心、鼓勵善行、弘揚孝道、匡正社會風氣、建立祥和社會。

## 授予對象
1. 公益領袖，慈善文明先行者。
2. 心系社會，企業慈善領導者。
3. 默默行善，造福社會大衆者。
4. 移風易俗，匡正社會風氣者。
5. 濟困扶危，救助老弱無依者[5]。

## 參選資格
凡居住中國大陸及香港、澳門、臺灣，并持有當地永久居民身份證者均可經推薦報名參選。

## 獎勵設置
2019年第14届愛心獎獎項設置爲：獲獎人數：6名(含中國大陸及香港、澳門、臺灣)；每名獲獎人可獲得獎杯、獎狀及14萬美元獎金。

## 終審評委
愛心獎的終審評委包括：香港特區政府前律政司司長梁愛詩、香港特區政府政務司司長張建宗、香港UA亞洲聯合財務總裁張炳煌、鳳凰衛視執行董事王紀言、深圳國際公益學院董事會主席馬蔚華、北京師範大學中國公益研究院院長王振耀、公益信托主任委員王文淵、文教公益基金會董事長林蒼生、臺北科技大學校長吳修齊、臺灣綜合研究院董事長黃輝珍等。

## 獲獎名單
| 授予年份 | 獎項届數 | 愛心大使       | 獲獎嘉賓 |
| -------- | -------- | -------------- | --- |
| 2006     | 第一届   | 曾志偉         | 黃美枝 (香港)，吳麗娟 (香港)，林順潮 (香港)，易鋆榮 (香港)，余秀珠 (香港)                                                                          |
| 2007     | 第二届   | 容祖兒         | 張欽燦 (香港)，梁麗玲 (香港)，林鑒貞 (香港)，謝譚穎兒 (香港)，吳偉達 (香港)                                                                        |
| 2008     | 第三届   | 方力申、鄧麗欣 | 葉湛溪 (香港)，麥漢楷 (香港)，蔣淑貞 (香港)，李武凡 (香港)，龐愛蘭 (香港)                                                                          |
| 2009     | 第四届   | 陳奕迅         | 陳啓耀 (香港)，梁子微 (香港)，楊學明 (香港)，何周真容 (香港)，程翠雲 (香港)，徐祥齡 (香港)                                                         |
| 2010     | 第五届   | 梁咏琪         | 杜聰 (香港)，文日樑 (香港)，黃至生 (香港)，高永賢 (香港)，蘇金妹 (香港)，陳樹菊 (臺灣)，王金河 (臺灣)：郭盈蘭 (臺灣)，邱梅珍 (臺灣)，康錦輝 (臺灣) |
| 2011     | 第六届   | 謝安琪         | 楊婕妤 (臺灣)，蕭建華 (臺灣)，簡耀光 (香港)，宗景宜 (臺灣)，嚴惠玲 (香港)                                                                          |
| 2012     | 第七届   | 楊千嬅         | 單國璽 (臺灣)，孫越 (臺灣)，趙文正 (臺灣)，張平宜 (臺灣)，沈芯菱 (臺灣)，雷棣華 (香港)                                                             |
| 2013     | 第八届   | 葉倩文         | 田家炳 (香港)，嚴長壽 (臺灣)，林依瑩 (臺灣)，鄭淑勻 (臺灣)，陳葒 (香港)                                                                            |
| 2014     | 第九届   | 林志炫         | 蔡克颖 (香港)，陳兆焯 (香港)，陳灼明 (香港)，劉銘 (臺灣)                                                                                           |
| 2015     | 第十届   | 汪明荃         | 王建煊 (臺灣)，高秉涵 (臺灣)，尚丙輝 (大陸)，呂麗紅 (香港)，鄧飛 (大陸)，朱常青 (大陸)                                                             |
| 2016     | 第十一届 | 李克勤         | 閻明光 (大陸)，黃泰吉 (臺灣)，麥查理 (香港)，王文淵 (臺灣)，張淑琴 (大陸)，梁永寧 (大陸)                                                           |
| 2017     | 第十二届 | 吳小莉         | 莊陳有 (香港)，康淑華 (臺灣)，丘慶禧 (臺灣)，馬蔚華 (大陸)，鋼子 (大陸)，袁存權 (大陸)                                                             |
| 2018     | 第十三届 | 无             | 江松樺 (臺灣)，林志玲 (臺灣)，簡文秀 (臺灣)，陳榮基 (臺灣)，牛根生 (大陸)，淩鋒 (大陸)，蔡海炳 (大陸)                                              |
| 2019     | 第十四届 | 无             | 艾利雅（香港），張淑芬（臺灣），劉一峰（臺灣），王振耀（大陸），孟維娜（大陸），孫春龍（大陸）                                                     |